# Octopus mimus
Octopus mimus é uma espécie de molusco pertencente à família Octopodidae.
A autoridade científica da espécie é Gould, tendo sido descrita no ano de 1852.
Trata-se de uma espécie presente no território português, incluindo a zona económica exclusiva.